# Empusa longicollis
Empusa longicollis är en bönsyrseart som beskrevs av Willy Adolf Theodor Ramme 1950. Empusa longicollis ingår i släktet Empusa och familjen Empusidae. Inga underarter finns listade i Catalogue of Life.